# 耶魯瑪·蘇利斯添寧西
耶魯瑪·蘇利斯添寧西（印尼語：Erma Sulistianingsih，1965年11月5日—），是一名已退役印尼女子羽球運動員。
耶魯瑪參加了1989年在雅加達舉行的IBF世界錦標賽。在女子雙打項目中，她與羅西安娜·添迪恩 一起進入了四分之一決賽，被最終金牌獲得者林瑛/關渭貞組合淘汰出局。在混合雙打項目中，她與里奇·蘇巴吉亞進入第二輪。她與羅西安娜也一起參加1992年巴塞隆納奧運會羽球比賽女子雙打項目。
她曾代表印尼參加1991年蘇迪曼盃。在與韓國對陣的決賽中，她先與郭宏源一起出賽混合雙打，以3:15、7:15輸給朴柱奉/鄭明熙組合。隨後她與羅西安娜一起出賽女子雙打，以6:15、7:15輸給鄭素英/黃惠英組合。最終印尼隊以2-3輸球而獲得亞軍。